# Serica lishana
Serica lishana är en skalbaggsart som beskrevs av Shuhei Nomura 1974. Serica lishana ingår i släktet Serica och familjen Melolonthidae. Inga underarter finns listade i Catalogue of Life.